# Antipruritik
Antipruritici (lekovi protiv svraba) lekovi za inhibiciju svraba (Latin: pruritus), koji je često posledica opekotina od sunca, alergijske reakcije, ekzema, psorijaze, ovčijih boginja, gljivične infekcije, uboda insekata kao što su komarci, buve, i gnjide, i kontaktnog dermatitisa i urtikarija uzrokovanih biljkama poput otrovnog bršljena ili koprive.
Topikalni antipruritici u obliku kremova i sprejeva su često dostupni na slobodno. Oralni lekovi protiv svraba takođe postoje i većinom su dustupni na recepat. Aktivni ingredijenti obično pripadaju sledećim klasama:
- Antihistamini, kao što je difenhidramin (Benadryl)
- Kortikosteroidi, kao što je hidrokortizonska topička krema
- Lokalni anestetici, kao što je benzokainska topička krema (Lanakain)
- Kontrairitanti, kao što je mintino ulje, mentol, ili kamfor[1]

## Dodatna literatura
- Paus, R.; Schmelz, M.; Bíró, T.; Steinhoff, M. (2006). „Frontiers in pruritus research: Scratching the brain for more effective itch therapy”. Journal of Clinical Investigation. 116 (5): 1174—1185. PMC 1451220 . PMID 16670758. doi:10.1172/JCI28553.